# Thomas Schlamme
 Thomas David Schlamme (nacido el 22 de mayo de 1950) es un Productor y Director de televisión de los Estados Unidos

## Biografía
Schlamme se trasladó de su Houston natal a New York en 1973. Tras desempeñar varios trabajos menores en productores, decide fundar la suya propia, Schlamme Productions en 1980. Entre otros, produce el musical  Cats  y a varios actores como Whoopi Goldberg y Rowan Atkinson.
A comienzos de los 90 produce varias series de Televisión como  Tracey Takes On. Dirige episodios de Ally McBeal, Boston Public, Friends, Urgencias . Schlamme también ha dirigido el episodio piloto de Spin City. Su mayor éxito profesional llega de la mano de The West Wing con la que gana varios premios Emmy. Entre otros, dirige el episodio piloto de la serie.

## Filmografía

### Como Productor
- 1998 – 2000:  Sports Night (45 Episodios)
- 1999 – 2003:  The West Wing (83 Episodios)
- 2004 – 2004:  Jack & Bobby (1 Episodio)
- 2005 – 2005:  Invasion (1 Episodio)
- 2006 – 2007: Studio 60 on the Sunset Strip (22 Episodios)

### Como Director
- 1995 – 1997:  Urgencias (3 Episodios)
- 1997 – 1998:  Ally McBeal (2 Episodios)
- 1998 – 2000:  Sports Night (15 Episodios)
- 1999 – 2002:  The West Wing (14 Episodios)
- 2000 – 2000:  Boston Public (1 Episodio)

## Enlaces
- Thomas Schlamme en Internet Movie Database (en inglés).
- Biografía

- Datos: Q3099573
- Multimedia: Thomas Schlamme / Q3099573